# Finnische Zentrumspartei

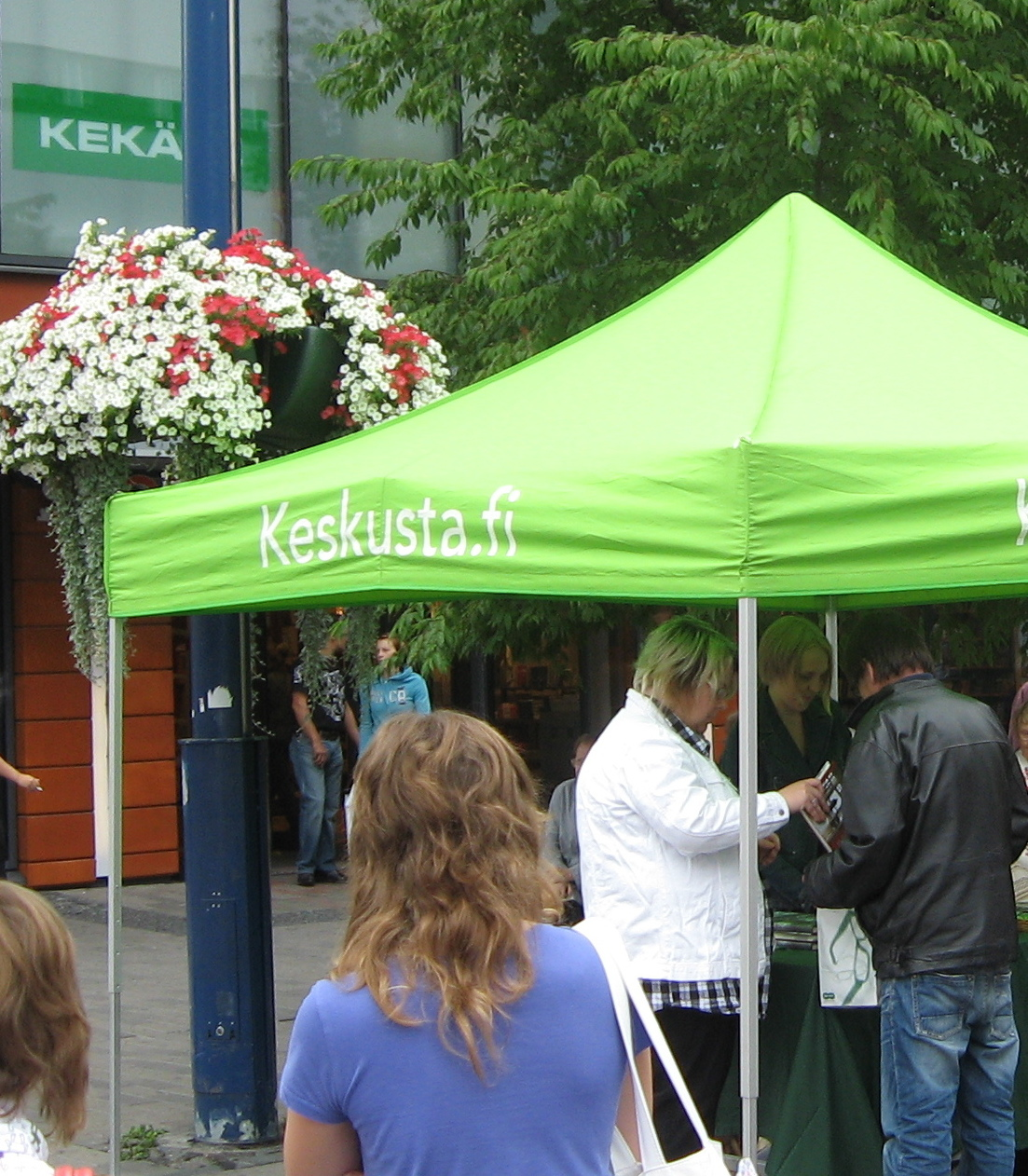
Keskusta-Stand in Jyväskylä.

Die Finnische Zentrumspartei (finnisch Suomen Keskusta, abgekürzt Kesk.; schwedisch Centern i Finland), bis 1965 Landbund (finnisch Maalaisliitto; schwedisch Agrarförbundet) ist eine bäuerlich-liberale Partei der politischen Mitte in Finnland. Sie ist Mitglied in der Allianz der Liberalen und Demokraten für Europa (ALDE), der europäischen Vereinigung der liberalen Parteien.

## Geschichte
Der Landbund wurde 1906 gegründet, um eine politische Vertretung für die ländliche Bevölkerung zu schaffen. Bei den ersten Wahlen zum finnischen Landtag im März 1907 erhielt die Partei 5,75 % der Stimmen. Die dominierenden Parteien im damals noch zum Russischen Zarenreich gehörenden Finnland waren neben der Sozialdemokratischen Partei Finnlands die Finnische Partei und die Jungfinnische Partei, die ihre Wähler in bewusst finnischen Kreisen fanden und unter anderem die Stärkung der finnischen Sprache als Ziel hatten. Auch die Schwedische Volkspartei hatte mit einem Stimmenanteil von über 12 % einen verglichen mit heute hohen Wähleranteil. Bis zum Revolutionsjahr 1917 konnte der Landbund seinen Stimmenanteil bei den fast jährlich stattfindenden Parlamentswahlen auf über 12 % steigern. Als im November 1917 Pehr Evind Svinhufvud von der Jungfinnischen Partei erstmals ein finnisches Regierungskabinett bildete, gehörte der Landbund der Regierung an. Die Partei unterstützte die Bildung einer Republik und stellte sich damit gegen eine mögliche Monarchie.
Bei den ersten Wahlen nach der Unabhängigkeit konnte der Landbund seinen Stimmenanteil stark erhöhen und wurde hinter der Sozialdemokratischen Partei zweitstärkste Kraft. 1922 wurde mit Kyösti Kallio erstmals ein Landbund-Mitglied finnischer Ministerpräsident. Lauri Kristian Relander wurde 1925 zum Staatspräsidenten gewählt, und als 1937 Kyösti Kallio Staatspräsident wurde, hatten bereits sechs Kabinette unter der Führung von Politikern des Landbundes regiert (vier unter Kallio, zwei unter Juho Sunila).
Nach dem Krieg wurde der Landbund fester Bestandteil zahlreicher Koalitionen. In den 1950er, 1960er und 1970er Jahren stellte die Partei mit Urho Kekkonen, Vieno Sukselainen, Martti Miettunen, Ahti Karjalainen und Johannes Virolainen gleich mehrfach den Ministerpräsidenten. Urho Kekkonen wurde zudem im Jahr 1956 der dritte und bislang letzte Staatspräsident vom Landbund.
Die Partei hat einen ursprünglich agrarischen Hintergrund, öffnete sich jedoch seit den 1960er Jahren auch für urbane liberale Wählerschichten, was mit der Umbenennung der Partei 1965 in Zentrumspartei auch äußerlich vollzogen wurde. Bis heute gibt es jedoch interne Unterschiede zwischen dem ländlichen und dem städtischen Flügel der Partei. Im Jahr 1959 splittete sich eine Kekkonen-kritische Gruppe ab, die später die populistische Protestpartei Landpartei Finnlands bildete und bei der Parlamentswahl 1970 über 10 % der Stimmen gewann. Die Zentrumspartei fiel bei diesen Wahlen erstmals seit 1922 unter die 20-%-Marke und bei den folgenden Wahlen hatten sich ihre Wahlergebnisse bei etwa 17,5 % eingependelt. Seit 1988 heißt die Partei offiziell Suomen Keskusta (dt. Finnlands Zentrum).
1990 wurde Esko Aho Parteivorsitzender. Ein Jahr später erreichte das Zentrum mit 24,8 % das stärkste Ergebnis seit 1930 und Aho wurde zum Ministerpräsidenten gewählt. Die Aufnahme Finnlands in die Europäische Union 1995 wird oft als Ahos Verdienst angesehen. Trotzdem war das Zentrum besonders um die Jahrtausendwende eher EU-skeptisch eingestellt.
Bei der Parlamentswahl 2007 erreichte die Partei 23 % der Stimmen und wurde mit 51 Sitzen stärkste Fraktion im finnischen Parlament. Sie führte eine Regierungskoalition mit der Nationalen Sammlungspartei, dem Grünen Bund und der Schwedischen Volkspartei an. Das Zentrum stellte Ministerpräsidentin Mari Kiviniemi und sieben weitere Minister. Bei der Wahl 2011 musste das Zentrum das schlechteste Ergebnis seit 1917 hinnehmen. Mit 15,8 % war die Partei hinter die Sammlungspartei, die Sozialdemokraten und die rechtspopulistischen Basisfinnen zurückgefallen.
Im Frühjahr 2012 hatten interne Streitigkeiten im Zentrum zugenommen, so dass die Vorsitzende Mari Kiviniemi unter Verweis auf mäßige Umfragewerte für die Partei ankündigte, nicht erneut für den Parteivorsitz zur Verfügung zu stehen. Uneinigkeit herrscht vor allem in der EU- und Euro-Frage. Gleichzeitig dringen Teile der Partei auf eine Rückbesinnung auf ihre alte Rolle als Interessenvertretung der agrarisch strukturierten Landgebiete. Bei der Kommunalwahl im Oktober 2012 erhielt das Zentrum 18,7 %.
Mit 163.000 Mitgliedern (Stand 2011) ist sie die mit Abstand mitgliederstärkste Partei in Finnland; sie hat jedoch im Zeitraum von 2008 bis 2011 rund acht Prozent ihrer Mitglieder verloren (zuvor 176.000). Ihre besten Wahlergebnisse holt sie in den Landschaften Süd-, Mittel- und Nordösterbotten, während sie in Städten nach wie vor eine eher untergeordnete Rolle spielt.

## Wahlergebnisse

Parlamentswahl 2011: Stimmenanteile der Zentrumspartei nach Kommunen.

Parlamentswahl 2011: Kommunen, in denen das Zentrum die meisten Stimmen erhielt, sind grün markiert.

### Ergebnisse bei Parlamentswahlen
| Jahr | Mandate | Stimmen | %       |
| ---- | ------- | ------- | ------- |
| 1907 | 09      | 051.242 | 05,75 % |
| 1908 | 10      | 051.756 | 06,39 % |
| 1909 | 13      | 056.943 | 06,73 % |
| 1910 | 17      | 060.157 | 07,60 % |
| 1911 | 16      | 062.885 | 07,84 % |
| 1913 | 18      | 056.977 | 07,87 % |
| 1916 | 19      | 071.608 | 09,00 % |
| 1917 | 26      | 122.900 | 12,38 % |
| 1919 | 42      | 189.297 | 19,70 % |
| 1922 | 45      | 175.401 | 20,27 % |
| 1924 | 44      | 177.982 | 20,25 % |
| 1927 | 52      | 205.313 | 22,56 % |
| 1929 | 60      | 248.762 | 26,15 % |
| 1930 | 59      | 308.280 | 27,28 % |
| 1933 | 53      | 249.758 | 22,54 % |
| 1936 | 53      | 262.917 | 22,41 % |
| 1939 | 56      | 296.529 | 22,86 % |
| 1945 | 49      | 362.662 | 21,35 % |
| 1948 | 56      | 455.635 | 24,24 % |
| 1951 | 51      | 421.613 | 23,26 % |
| 1954 | 53      | 483.958 | 24,10 % |
| 1958 | 48      | 448.364 | 23,06 % |
| 1962 | 53      | 528.409 | 22,95 % |
| 1966 | 49      | 503.047 | 21,23 % |
| 1970 | 36      | 434.150 | 17,12 % |
| 1972 | 35      | 423.039 | 16,41 % |
| 1975 | 39      | 484.772 | 17,63 % |
| 1979 | 36      | 500.478 | 17,29 % |
| 1983 | 38      | 525.207 | 17,63 % |
| 1987 | 40      | 507.460 | 17,62 % |
| 1991 | 55      | 676.717 | 24,83 % |
| 1995 | 44      | 552.003 | 19,85 % |
| 1999 | 48      | 600.592 | 22,40 % |
| 2003 | 55      | 689.391 | 24,69 % |
| 2007 | 51      | 640.428 | 23,11 % |
| 2011 | 35      | 463.160 | 15,76 % |
| 2015 | 49      | 626.218 | 21,10 % |
| 2019 | 31      | 423.920 | 13,76 % |
| 2023 | 13      | 217.426 | 11,50 % |

### Ergebnisse bei Kommunalwahlen
| Jahr | Mandate | Stimmen | %      |
| ---- | ------- | ------- | ------ |
| 1950 |         | 121.804 | 08,1 % |
| 1953 |         | 282.331 | 16,0 % |
| 1956 |         | 366.380 | 21,9 % |
| 1960 |         | 401.346 | 20,4 % |
| 1964 |         | 413.561 | 19,3 % |
| 1968 | 3533    | 428.841 | 18,9 % |
| 1972 | 3297    | 449.908 | 18,0 % |
| 1976 | 3936    | 494.423 | 18,4 % |
| 1980 | 3889    | 513.362 | 18,7 % |
| 1984 | 4052    | 545.034 | 20,2 % |
| 1988 | 4227    | 554.924 | 21,1 % |
| 1992 | 3998    | 511.954 | 19,2 % |
| 1996 | 4459    | 518.305 | 21,8 % |
| 2000 | 4625    | 528.319 | 23,8 % |
| 2004 | 4425    | 543.885 | 22,8 % |
| 2008 | 3518    | 512.220 | 20,1 % |
| 2012 | 3077    | 465.167 | 18,7 % |
| 2017 | 2824    | 450.529 | 17,5 % |
| 2021 | 2448    | 363.136 | 14,9 % |
| 2025 | 2623    | 396.324 | 16,4 % |

### Ergebnisse bei Wahlen zum Europaparlament
| Jahr | Mandate | Stimmen | %       |
| ---- | ------- | ------- | ------- |
| 1996 | 4       | 548.041 | 24,36 % |
| 1999 | 4       | 264.640 | 21,30 % |
| 2004 | 4       | 387.217 | 23,37 % |
| 2009 | 3       | 316.798 | 19,03 % |
| 2014 | 3       | 339.398 | 19,7 %0 |
| 2019 | 2       | 247.416 | 13,52 % |
| 2024 | 2       | 215.165 | 11,76 % |

### Präsidentschaftswahlen
| Wahl | Kandidat                | Indirekte Wahl | Indirekte Wahl | Indirekte Wahl | Indirekte Wahl |
| Wahl | Kandidat                | Wahlmänner     | Stimmen        | Prozent        | Platzierung    |
| ---- | ----------------------- | -------------- | -------------- | -------------- | -------------- |
| 1925 | Lauri Kristian Relander | 069            | 129.932        | 19,90          | 1.             |
| 1931 | Kyösti Kallio           | 069            | 167.574        | 20,00          | 3.             |
| 1937 | Kyösti Kallio           | 056            | 184.668        | 16,60          | 1.             |
| 1950 | Urho Kekkonen           | 062            | 309.060        | 19,60          | 3.             |
| 1956 | Urho Kekkonen           | 088            | 510.783        | 26,90          | 1.             |
| 1962 | Urho Kekkonen           | 111            | 698.199        | 31,70          | 1.             |
| 1968 | Urho Kekkonen           | 065            | 421.197        | 20,66          | 1.             |
| 1978 | Urho Kekkonen           | 064            | 475.372        | 19,40          | 1.             |
| 1982 | Johannes Virolainen     | 053            | 534.515        | 16,80          | 3.             |

| Wahl | Kandidat       | Indirekte Wahl | Indirekte Wahl | Indirekte Wahl | Direkte Wahl | Direkte Wahl | Platzierung |
| Wahl | Kandidat       | Wahlmänner     | Stimmen        | Prozent        | Stimmen      | Prozent      | Platzierung |
| ---- | -------------- | -------------- | -------------- | -------------- | ------------ | ------------ | ----------- |
| 1988 | Paavo Väyrynen | 68             | 647.769        | 21,70          | 636.375      | 20,57        | 2.          |

| Wahl | Kandidat       | Direkte Wahl        | Direkte Wahl | Direkte Wahl |
| Wahl | Kandidat       | Stimmen             | Prozent      | Platzierung  |
| ---- | -------------- | ------------------- | ------------ | ------------ |
| 1994 | Paavo Väyrynen | 0.623.415           | 19,50        | 3.           |
| 2000 | Esko Aho       | 1.051.159 1.540.803 | 34,40 48,40  | 2.           |
| 2006 | Matti Vanhanen | 0.561.990           | 18,60        | 3.           |
| 2012 | Paavo Väyrynen | 0.536.555           | 17,50        | 3.           |
| 2018 | Matti Vanhanen | 0.122.320           | 4,1          | 5.           |
| 2024 | Olli Rehn      | 0.496.518           | 15,30        | 3.           |

## Liste der Parteivorsitzenden
- 1906–1909: Otto Karhi
- 1909–1917: Kyösti Kallio
- 1917–1918: Filip Saalasti
- 1918–1919: Santeri Alkio
- 1919–1940: Petter Heikkinen
- 1940–1946: Viljami Kalliokoski
- 1946–1964: Vieno Sukselainen
- 1964–1980: Johannes Virolainen
- 1980–1990: Paavo Väyrynen
- 1990–2002: Esko Aho
- 2002–2003: Anneli Jäätteenmäki
- 2003–2010: Matti Vanhanen
- 2010–2012: Mari Kiviniemi
- 2012–2019: Juha Sipilä
- 2019–2020: Katri Kulmuni
- seit 2020: Annika Saarikko